# Puchar Świata w narciarstwie dowolnym 2011/2012
Puchar Świata w narciarstwie dowolnym 2011/2012 rozpoczął się 10 grudnia 2011 w fińskiej Ruce, a zakończył 18 marca 2012 we francuskim Megève. Sezon ten był sezonem tzw. martwym ponieważ nie odbywały żadne imprezy mistrzowskie.
Puchar Świata rozegrany został w 14 krajach i 23 miastach na 3 kontynentach. W Lake Placid i Deer Valley zostały rozegrane po trzy konkursy.
Obrońcami Kryształowej Kuli byli Francuz Guilbaut Colas wśród mężczyzn oraz Amerykanka Hannah Kearney wśród kobiet.

## Konkurencje
- AE = Skoki akrobatyczne
- MO = Jazda po muldach
- DM = Jazda po muldach podwójnych
- SX = Skicross
- SS = Slopestyle
- HP = Half-pipe

## Kalendarz i wyniki Pucharu Świata

### Mężczyźni
| Lp. | Data             | Miejscowość         | Dyscyplina | 1. Miejsce           | 2. Miejsce             | 3. Miejsce            |
| --- | ---------------- | ------------------- | ---------- | -------------------- | ---------------------- | --------------------- |
| 1.  | 9 grudnia 2011   | Copper Mountain     | HP         | Wing Tai Barrymore   | Torin Yater-Wallace    | Duncan Adams          |
| 2.  | 10 grudnia 2011  | Ruka                | MO         | Mikaël Kingsbury     | Sho Kashima            | Anthony Benna         |
| 3.  | 17 grudnia 2011  | Innichen            | SX         | Brady Leman          | Jegor Korotkow         | David Duncan          |
| 4.  | 18 grudnia 2011  | Innichen            | SX         | Andreas Matt         | Jegor Korotkow         | Alex Fiva             |
| 5.  | 20 grudnia 2011  | Méribel             | DM         | Mikaël Kingsbury     | Anthony Benna          | Sho Kashima           |
| 6.  | 7 stycznia 2012  | St. Johann in Tirol | SX         | Alex Fiva            | Brady Leman            | Daniel Bohnacker      |
| 7.  | 11 stycznia 2012 | L’Alpe d’Huez       | SX         | Filip Flisar         | Christopher Del Bosco  | Lars Lewén            |
| 8.  | 14 stycznia 2012 | Mont Gabriel        | DM         | Mikaël Kingsbury     | Jeremy Cota            | Siergiej Wołkow       |
| 9.  | 15 stycznia 2012 | Mont Gabriel        | AE         | Pawieł Krotow        | Olivier Rochon         | Naoya Tabara          |
| 10. | 15 stycznia 2012 | Les Contamines      | SX         | Alex Fiva            | Didrik Bastian Juell   | Nick Zoricic          |
| 11. | 19 stycznia 2012 | Lake Placid         | MO         | Mikaël Kingsbury     | Patrick Deneen         | Philippe Marquis      |
| 12. | 20 stycznia 2012 | Lake Placid         | AE         | Jia Zongyang         | Liu Zhongqing          | Anton Kusznir         |
| 13. | 21 stycznia 2012 | Lake Placid         | AE         | Thomas Lambert       | Renato Ulrich          | Piotr Miedulicz       |
| 14. | 28 stycznia 2012 | Calgary             | MO         | Mikaël Kingsbury     | Jeremy Cota            | Sho Kashima           |
| 15. | 29 stycznia 2012 | Calgary             | AE         | Olivier Rochon       | Qi Guangpu             | Liu Zhongqing         |
| 16. | 3 lutego 2012    | Blue Mountain       | SX         | Brady Leman          | Christopher Del Bosco  | Andreas Matt          |
| 17. | 2 lutego 2012    | Deer Valley         | MO         | Mikaël Kingsbury     | Alexandre Bilodeau     | Vinjar Slåtten        |
| 18. | 3 lutego 2012    | Deer Valley         | AE         | Jia Zongyang         | Dylan Ferguson         | Olivier Rochon        |
| 19. | 4 lutego 2012    | Deer Valley         | DM         | Siergiej Wołkow      | Mikaël Kingsbury       | Andriej Wołkow        |
| 20. | 11 lutego 2012   | Beidahu             | AE         | Qi Guangpu           | Jia Zongyang           | Olivier Rochon        |
| 21. | 12 lutego 2012   | Beidahu             | MO         | Mikaël Kingsbury     | Dmitrij Rejcherd       | Philippe Marquis      |
| 22. | 17 lutego 2012   | Kreischberg         | AE         | Scotty Bahrke        | Maksim Huscik          | Dylan Ferguson        |
| 23. | 18 lutego 2012   | Naeba               | MO         | Mikaël Kingsbury     | Jeremy Cota            | Cedric Rochon         |
| 24. | 19 lutego 2012   | Naeba               | DM         | Patrick Deneen       | Mikaël Kingsbury       | Philippe Marquis      |
| 25. | 25 lutego 2012   | Mińsk/Raubiczy      | AE         | Stanisław Krawczuk   | Ołeksandr Abramenko    | Thomas Lambert        |
| 26. | 25 lutego 2012   | Bischofswiesen      | SX         | Tristan Tafel        | John Teller            | Christopher Del Bosco |
| 27. | 26 lutego 2012   | Bischofswiesen      | SX         | Filip Flisar         | David Duncan           | Jean Frédéric Chapuis |
| 28. | 25 lutego 2012   | Jyväskylä           | SS         | Cyrill Hunziker      | Antti-Jussi Kemppainen | Per Kristian Hunder   |
| 29. | 4 marca 2012     | Mammoth Mountain    | HP         | David Wise           | Noah Bowman            | Benoit Valentin       |
| 30. | 4 marca 2012     | Mammoth Mountain    | SS         | Thomas Wallisch      | Alex Bellemare         | Joss Christensen      |
| 31. | 3 marca 2012     | Branäs              | SX         | Jouni Pellinen       | Filip Flisar           | Andreas Matt          |
| 32. | 9 marca 2012     | Åre                 | MO         | Philippe Marquis     | Mikaël Kingsbury       | Shō Endō              |
| 33. | 10 marca 2012    | Åre                 | DM         | Patrick Deneen       | Jeremy Cota            | Mikaël Kingsbury      |
| 34. | 10 marca 2012    | Moskwa              | AE         | Jia Zongyang         | Dzianis Wosipau        | Olivier Rochon        |
| 35. | 10 marca 2012    | Grindelwald         | SX         | Wyniki anulowane     | Wyniki anulowane       | Wyniki anulowane      |
| 36. | 11 marca 2012    | Grindelwald         | SX         | Zawody odwołane      | Zawody odwołane        | Zawody odwołane       |
| 37. | 17 marca 2012    | Myrkdalen-Voss      | AE         | Dzmitryj Daszczynski | Zhou Hang              | Ołeksandr Abramenko   |
| 38. | 18 marca 2012    | Megève              | MO         | Patrick Deneen       | Mikaël Kingsbury       | Marc-Antoine Gagnon   |

### Wyniki reprezentantów Polski
| Zawodniczka | Copper Mountain 9.12 | Ruka 10.12 | Innichen 17.12 | Innichen 18.12 | Méribel 20.12 | St. Johann in Tirol 7.01 | L’Alpe d’Huez 11.01 | Mont Gabriel 14.01 | Mont Gabriel 15.01 | Les Contamines 15.01 | Lake Placid 19.01 | Lake Placid 20.01 | Lake Placid 21.01 | Calgary 28.01 | Calgary 29.01 | Blue Mountain 3.02 | Deer Valley 2.02 | Deer Valley 3.02 | Deer Valley 4.02 | Beidahu 11.02 | Beidahu 12.02 | Kreischberg 17.02 | Naeba 18.02 | Naeba 19.02 | Mińsk/Raubichi 25.02 | Bischofswiesen 25.02 | Bischofswiesen 26.02 | Jyväskylä 25.02 | Mammoth Mountain 2.03 | Mammoth Mountain 3.03 | Branäs 3.03 | Åre 9.03 | Åre 10.03 | Moskwa 10.03 | Grindelwald 10.03 | Grindelwald 11.03 | Myrkdalen-Voss 17.03 | Megève 18.03 |
| Jacek Mieszczak | –                    | –          | –              | –              | –             | 65                       | –                   | –                  | –                  | –                    | –                 | –                 | –                 | –             | –             | –                  | –                | –                | –                | –             | –             | –                 | –           | –           | –                    | –                    | –                    | –               | –                     | –                     | –           | –        | –         | –            | –                 | –                 | –                    | –            |
| Jan Krzysztof | –                    | –          | –              | –              | –             | –                        | –                   | –                  | –                  | –                    | –                 | –                 | –                 | –             | –             | –                  | –                | –                | –                | –             | –             | –                 | –           | –           | –                    | –                    | –                    | 48              | –                     | –                     | –           | –        | –         | –            | –                 | –                 | –                    | –            |
| Marcin Orłowski | –                    | –          | 55             | 64             | –             | 42                       | 67                  | –                  | –                  | 59                   | –                 | –                 | –                 | –             | –             | –                  | –                | –                | –                | –             | –             | –                 | –           | –           | –                    | 55                   | 46                   | –               | –                     | –                     | –           | –        | –         | –            | –                 | –                 | –                    | –            |
| Mateusz Habrat | –                    | –          | 77             | dnf            | –             | –                        | –                   | –                  | –                  | –                    | –                 | –                 | –                 | –             | –             | –                  | –                | –                | –                | –             | –             | –                 | –           | –           | –                    | –                    | –                    | –               | –                     | –                     | –           | –        | –         | –            | –                 | –                 | –                    | –            |
| Szczepan Karpiel | –                    | –          | –              | –              | –             | –                        | –                   | –                  | –                  | –                    | –                 | –                 | –                 | –             | –             | –                  | –                | –                | –                | –             | –             | –                 | –           | –           | –                    | –                    | –                    | 30              | –                     | –                     | –           | –        | –         | –            | –                 | –                 | –                    | –            |
| 1-3 4-30 poniżej 30 dnf – zawodniczka nie ukończyła zjazdu dns – Zawodniczka nie wystartowała dsq – Zawodniczka zdyskwalifikowana |                      |            |                |                |               |                          |                     |                    |                    |                      |                   |                   |                   |               |               |                    |                  |                  |                  |               |               |                   |             |             |                      |                      |                      |                 |                       |                       |             |          |           |              |                   |                   |                      |              |

### Kobiety
| Lp. | Data             | Miejscowość         | Dyscyplina | 1. Miejsce              | 2. Miejsce              | 3. Miejsce              |
| --- | ---------------- | ------------------- | ---------- | ----------------------- | ----------------------- | ----------------------- |
| 1.  | 9 grudnia 2011   | Copper Mountain     | HP         | Brita Sigourney         | Rosalind Groenewoud     | Virginie Faivre         |
| 2.  | 10 grudnia 2011  | Ruka                | MO         | Hannah Kearney          | Eliza Outtrim           | Nikola Sudová           |
| 3.  | 17 grudnia 2011  | Innichen            | SX         | Kelsey Serwa            | Sanna Lüdi              | Marielle Thompson       |
| 4.  | 18 grudnia 2011  | Innichen            | SX         | Kelsey Serwa            | Sanna Lüdi              | Katrin Müller           |
| 5.  | 20 grudnia 2011  | Méribel             | DM         | Hannah Kearney          | Justine Dufour-Lapointe | Heather McPhie          |
| 6.  | 7 stycznia 2012  | St. Johann in Tirol | SX         | Ophélie David           | Anna Wörner             | Alizée Baron            |
| 7.  | 11 stycznia 2012 | L’Alpe d’Huez       | SX         | Sanna Lüdi              | Marielle Thompson       | Andrea Limbacher        |
| 8.  | 14 stycznia 2012 | Mont Gabriel        | DM         | Hannah Kearney          | Justine Dufour-Lapointe | Jekatierina Stolarowa   |
| 9.  | 15 stycznia 2012 | Mont Gabriel        | AE         | Olha Wołkowa            | Emily Cook              | Laura Peel              |
| 10. | 15 stycznia 2012 | Les Contamines      | SX         | Sanna Lüdi              | Alizée Baron            | Ophélie David           |
| 11. | 19 stycznia 2012 | Lake Placid         | MO         | Hannah Kearney          | Justine Dufour-Lapointe | Nikola Sudová           |
| 12. | 20 stycznia 2012 | Lake Placid         | AE         | Xu Mengtao              | Cheng Shuang            | Kong Fanyu              |
| 13. | 21 stycznia 2012 | Lake Placid         | AE         | Xu Mengtao              | Cheng Shuang            | Kong Fanyu              |
| 14. | 28 stycznia 2012 | Calgary             | MO         | Hannah Kearney          | Justine Dufour-Lapointe | K.C. Oakley             |
| 15. | 29 stycznia 2012 | Calgary             | AE         | Xu Mengtao              | Cheng Shuang            | Olha Wołkowa            |
| 16. | 3 lutego 2012    | Blue Mountain       | SX         | Marielle Thompson       | Katrin Ofner            | Katrin Müller           |
| 17. | 2 lutego 2012    | Deer Valley         | MO         | Hannah Kearney          | Heather McPhie          | Britteny Cox            |
| 18. | 3 lutego 2012    | Deer Valley         | AE         | Xu Mengtao              | Cheng Shuang            | Kong Fanyu              |
| 19. | 4 lutego 2012    | Deer Valley         | DM         | Hannah Kearney          | Justine Dufour-Lapointe | Heather McPhie          |
| 20. | 11 lutego 2012   | Beidahu             | AE         | Zhang Xin               | Xu Mengtao              | Cheng Shuang            |
| 21. | 12 lutego 2012   | Beidahu             | MO         | Hannah Kearney          | Justine Dufour-Lapointe | Julija Gałyszewa        |
| 22. | 17 lutego 2012   | Kreischberg         | AE         | Laura Peel              | Olha Wołkowa            | Yang Yu                 |
| 23. | 18 lutego 2012   | Naeba               | MO         | Hannah Kearney          | Audrey Robichaud        | Justine Dufour-Lapointe |
| 24. | 19 lutego 2012   | Naeba               | DM         | Audrey Robichaud        | Aiko Uemura             | Miki Itō                |
| 25. | 25 lutego 2012   | Mińsk/Raubiczy      | AE         | Yang Yu                 | Tanja Schärer           | Zhang Xin               |
| 26. | 25 lutego 2012   | Bischofswiesen      | SX         | Andrea Limbacher        | Ophélie David           | Alizée Baron            |
| 27. | 26 lutego 2012   | Bischofswiesen      | SX         | Katrin Müller           | Ophélie David           | Marielle Thompson       |
| 28. | 25 lutego 2012   | Jyväskylä           | SS         | Linn-Ida Murud          | Eveline Bhend           | Natália Šlepecká        |
| 29. | 4 marca 2012     | Mammoth Mountain    | HP         | Brita Sigourney         | Rosalind Groenewoud     | Maddie Bowman           |
| 30. | 4 marca 2012     | Mammoth Mountain    | SS         | Kaya Turski             | Devin Logan             | Emilia Wint             |
| 31. | 3 marca 2012     | Branäs              | SX         | Marielle Thompson       | Émilie Serain           | Ophélie David           |
| 32. | 9 marca 2012     | Åre                 | MO         | Hannah Kearney          | Chloé Dufour-Lapointe   | Arisa Murata            |
| 33. | 10 marca 2012    | Åre                 | DM         | Hannah Kearney          | Nikola Sudová           | Heather McPhie          |
| 34. | 10 marca 2012    | Moskwa              | AE         | Kong Fanyu              | Xu Mengtao              | Cheng Shuang            |
| 35. | 10 marca 2012    | Grindelwald         | SX         | Wyniki anulowane        | Wyniki anulowane        | Wyniki anulowane        |
| 36. | 11 marca 2012    | Grindelwald         | SX         | Zawody odwołane         | Zawody odwołane         | Zawody odwołane         |
| 37. | 17 marca 2012    | Myrkdalen-Voss      | AE         | Xu Mengtao              | Cheng Shuang            | Zhang Xin               |
| 38. | 18 marca 2012    | Megève              | MO         | Justine Dufour-Lapointe | Miki Itō                | Chloé Dufour-Lapointe   |

## Wyniki reprezentantek Polski
| Zawodniczka | Copper Mountain 9.12 | Ruka 10.12 | Innichen 17.12 | Innichen 18.12 | Méribel 20.12 | St. Johann in Tirol 7.01 | L’Alpe d’Huez 11.01 | Mont Gabriel 14.01 | Mont Gabriel 15.01 | Les Contamines 15.01 | Lake Placid 19.01 | Lake Placid 20.01 | Lake Placid 21.01 | Calgary 28.01 | Calgary 29.01 | Blue Mountain 3.02 | Deer Valley 2.02 | Deer Valley 3.02 | Deer Valley 4.02 | Beidahu 11.02 | Beidahu 12.02 | Kreischberg 17.02 | Naeba 18.02 | Naeba 19.02 | Mińsk/Raubichi 25.02 | Bischofswiesen 25.02 | Bischofswiesen 26.02 | Jyväskylä 25.02 | Mammoth Mountain 2.03 | Mammoth Mountain 3.03 | Branäs 3.03 | Åre 9.03 | Åre 10.03 | Moskwa 10.03 | Grindelwald 10.03 | Grindelwald 11.03 | Myrkdalen-Voss 17.03 | Megève 18.03 |
| Karolina Riemen | –                    | –          | 16             | 17             | –             | 14                       | 13                  | –                  | –                  | 16                   | –                 | –                 | –                 | –             | –             | –                  | –                | –                | –                | –             | –             | –                 | –           | –           | –                    | 13                   | 5                    | –               | –                     | –                     | –           | –        | –         | –            | –                 | –                 | –                    | –            |
| 1-3 4-30 poniżej 30 dnf – zawodniczka nie ukończyła zjazdu dns – Zawodniczka nie wystartowała dsq – Zawodniczka zdyskwalifikowana |                      |            |                |                |               |                          |                     |                    |                    |                      |                   |                   |                   |               |               |                    |                  |                  |                  |               |               |                   |             |             |                      |                      |                      |                 |                       |                       |             |          |           |              |                   |                   |                      |              |

## Klasyfikacje

### Mężczyźni
| Lp. | Zawodnik              | Punkty |
| --- | --------------------- | ------ |
| 1.  | Mikaël Kingsbury      | 91     |
| 2.  | Patrick Deneen        | 55     |
| 3.  | Olivier Rochon        | 54     |
| 4.  | Jeremy Cota           | 52     |
| 5.  | Filip Flisar          | 48     |
| 6.  | Jia Zongyang          | 45     |
| 7.  | Brady Leman           | 44     |
| 8.  | Alex Fiva             | 43     |
| 9.  | Philippe Marquis      | 40     |
| 10. | Christopher Del Bosco | 40     |

| Lp. | Zawodnik             | Punkty |
| --- | -------------------- | ------ |
| 1.  | Olivier Rochon       | 543    |
| 2.  | Jia Zongyang         | 452    |
| 3.  | Thomas Lambert       | 392    |
| 4.  | Dylan Ferguson       | 371    |
| 5.  | Liu Zhongqing        | 331    |
| 6.  | Dzmitryj Daszczynski | 315    |
| 7.  | Ołeksandr Abramenko  | 297    |
| 8.  | Stanisław Krawczuk   | 286    |
| 9.  | Maksim Huscik        | 270    |
| 10. | Qi Guangpu           | 263    |

| Lp. | Zawodnik            | Punkty |
| --- | ------------------- | ------ |
| 1.  | Mikaël Kingsbury    | 1180   |
| 2.  | Patrick Deneen      | 715    |
| 3.  | Jeremy Cota         | 674    |
| 4.  | Philippe Marquis    | 515    |
| 5.  | Marc-Antoine Gagnon | 449    |
| 6.  | Siergiej Wołkow     | 409    |
| 7.  | Bradley Wilson      | 346    |
| 8.  | Shō Endō            | 322    |
| 9.  | Cedric Rochon       | 305    |
| 10. | Eddie Hicks         | 239    |

| Lp. | Zawodnik              | Punkty |
| --- | --------------------- | ------ |
| 1.  | Filip Flisar          | 482    |
| 2.  | Brady Leman           | 443    |
| 3.  | Alex Fiva             | 434    |
| 4.  | Christopher Del Bosco | 396    |
| 5.  | Andreas Matt          | 393    |
| 6.  | David Duncan          | 329    |
| 7.  | Jean Frédéric Chapuis | 277    |
| 8.  | Didrik Bastian Juell  | 260    |
| 9.  | Tomáš Kraus           | 255    |
| 10. | Jegor Korotkow        | 247    |

| Lp. | Zawodnik            | Punkty |
| --- | ------------------- | ------ |
| 1.  | David Wise          | 140    |
| 2.  | Torin Yater-Wallace | 125    |
| 3.  | Wing Tai Barrymore  | 100    |
| 4.  | Noah Bowman         | 80     |
| 5.  | Tucker Perkins      | 71     |
| 6.  | Dan Marion          | 68     |
| 7.  | Xavier Bertoni      | 66     |
| 8.  | Duncan Adams        | 64     |
| 9.  | Benoit Valentin     | 60     |
| 10. | Thomas Krief        | 50     |

| Lp. | Zawodnik               | Punkty |
| --- | ---------------------- | ------ |
| 1.  | Cyrill Hunziker        | 100    |
| 1.  | Thomas Wallisch        | 100    |
| 3.  | Antti-Jussi Kemppainen | 81     |
| 4.  | Alex Bellemare         | 80     |
| 5.  | Colby West             | 63     |
| 6.  | Joss Christensen       | 60     |
| 6.  | Per Kristian Hunder    | 60     |
| 8.  | Torin Yater-Wallace    | 50     |
| 9.  | Christopher Laker      | 45     |
| 9.  | Antti Ollila           | 45     |

### Kobiety
| Lp. | Zawodniczka             | Punkty |
| --- | ----------------------- | ------ |
| 1.  | Hannah Kearney          | 92     |
| 2.  | Xu Mengtao              | 66     |
| 3.  | Marielle Thompson       | 59     |
| 4.  | Justine Dufour-Lapointe | 56     |
| 5.  | Ophélie David           | 53     |
| 6.  | Cheng Shuang            | 52     |
| 7.  | Olha Wołkowa            | 48     |
| 8.  | Nikola Sudová           | 43     |
| 9.  | Katrin Müller           | 42     |
| 10. | Heather McPhie          | 41     |

| Lp. | Zawodniczka    | Punkty |
| --- | -------------- | ------ |
| 1.  | Xu Mengtao     | 660    |
| 2.  | Cheng Shuang   | 520    |
| 3.  | Olha Wołkowa   | 480    |
| 4.  | Laura Peel     | 407    |
| 5.  | Tanja Schärer  | 394    |
| 6.  | Kong Fanyu     | 384    |
| 7.  | Zhang Xin      | 299    |
| 8.  | Nadija Didenko | 287    |
| 9.  | Hanna Huśkowa  | 268    |
| 10. | Olha Poluk     | 265    |

| Lp. | Zawodniczka             | Punkty |
| --- | ----------------------- | ------ |
| 1.  | Hannah Kearney          | 1195   |
| 2.  | Justine Dufour-Lapointe | 732    |
| 3.  | Nikola Sudová           | 565    |
| 4.  | Heather McPhie          | 533    |
| 5.  | Chloé Dufour-Lapointe   | 522    |
| 6.  | Audrey Robichaud        | 471    |
| 7.  | Miki Itō                | 425    |
| 8.  | Eliza Outtrim           | 425    |
| 9.  | K.C. Oakley             | 377    |
| 10. | Jekatierina Stolarowa   | 335    |

| Lp. | Zawodniczka              | Punkty |
| --- | ------------------------ | ------ |
| 1.  | Marielle Thompson        | 590    |
| 2.  | Ophélie David            | 530    |
| 3.  | Katrin Müller            | 423    |
| 4.  | Sanna Lüdi               | 389    |
| 5.  | Andrea Limbacher         | 388    |
| 6.  | Alizée Baron             | 349    |
| 7.  | Katrin Ofner             | 317    |
| 8.  | Marielle Berger-Sabbatel | 281    |
| 9.  | Kelsey Serwa             | 276    |
| 10. | Anna Wörner              | 276    |

| Lp. | Zawodniczka         | Punkty |
| --- | ------------------- | ------ |
| 1.  | Brita Sigourney     | 200    |
| 2.  | Rosalind Groenewoud | 160    |
| 3.  | Maddie Bowman       | 110    |
| 4.  | Devin Logan         | 79     |
| 5.  | Anaïs Caradeux      | 77     |
| 6.  | Keltie Hansen       | 65     |
| 7.  | Virginie Faivre     | 60     |
| 8.  | Kimmy Sharp         | 60     |
| 9.  | Manami Mitsuboshi   | 50     |
| 10. | Katrien Aerts       | 50     |

| Lp. | Zawodniczka      | Punkty |
| --- | ---------------- | ------ |
| 1.  | Linn-Ida Murud   | 100    |
| 1.  | Kaya Turski      | 100    |
| 3.  | Devin Logan      | 80     |
| 3.  | Eveline Bhend    | 80     |
| 5.  | Chiho Takao      | 76     |
| 6.  | Natália Šlepecká | 60     |
| 6.  | Emilia Wint      | 60     |
| 8.  | Anna Segal       | 50     |
| 8.  | Zuzana Stromková | 50     |
| 10. | Camillia Berra   | 45     |